# Самрук-Казына
Акционерное общество «Фонд национального благосостояния «Самрук-Казына» (каз. Самұрық-Қазына) — казахстанский инвестиционный холдинг, созданный в 2008 году для повышения национального благосостояния Казахстана и проведения работ по модернизации его экономики.
Единственный акционер — Правительство Казахстана. Председатель Совета директоров  — Олжас Бектенов, председатель правления АО «Самрук-Казына» — Нурлан Жакупов.
Активы фонда составляют порядка 81 млрд $.

## История
Инициатором объединения национальных компаний в единый холдинг под контролем государства стал президент республики Нурсултан Назарбаев. Идея объединить все национальные компании в государственный холдинг родилась у него после его визита в Сингапур осенью 2003 года. Тогда у главы Казахстана состоялась встреча с Ли Куан Ю и руководством национального инвестиционного фонда Temasek, управляющего частью гос. активов Сингапура. Назарбаев высоко оценил деятельность Ли Куан Ю в области государственного строительства и при проведении казахстанских экономических реформ учитывал опыт «сингапурского экономического чуда».
После изучения опыта работы 13 мировых государственных холдингов было дано заключение, что одним из ресурсов Казахстана в повышении долгосрочной ценности и капитализации национальных компаний является совершенствование корпоративного управления. В 2006 году указом Президента Республики Казахстан был основан АО «Казахстанский холдинг по управлению государственными активами „Самрук“».
Руководство АО «Самрук» утверждается президентом Казахстана. Первым председателем совета директоров стал руководитель администрации президента Адильбек Джаксыбеков, в дальнейшем эту должность занял Ричард Эванс. Первым председателем правления был Сауат Мынбаев, его заместителем — Тимур Кулибаев. В качестве иностранных специалистов в руководство холдинга входили по одному представителю от Германии (Ульф Вокурка) и России (М. П. Степанько).
В 2006 году холдинг «Самрук» объединил 22 национальных компании, на долю которых приходилось 24 % ВВП Казахстана.
На первом этапе в состав холдинга «Самрук» были включены только пять национальных компаний, первые три из которых являются естественными монополиями:
- АО «Национальная компания «Казахстанские железные дороги»;
- АО «Национальная компания «Казмунайгаз»;
- АО «Казахстанская компания по управлению энергетическими сетями «KEGOC»;
- АО «Казпочта»;
- АО «Казахтелеком».

На втором этапе в состав холдинга «Самрук» были включены 17 национальных компаний, работающих в горнорудном, энергетическом секторе, связанных с морской и воздушной транспортировкой грузов и пассажирскими перевозками, генерацией и распределением электроэнергии, металлургии и трубопроводной инфраструктурой.
Госхолдинг сосредоточил свою деятельность на следующих основных вопросах:
- согласование позиций различных министерств и ведомств для определения долгосрочных целей и задач госкомпаний;
- отбор, мотивация, оценка руководителей госкомпаний, развитие их навыков; планирование, бюджетирование и утверждение инвестиций госкомпаний; мониторинг деятельности госкомпаний и принятие корректирующих мер;
- консультирование Правительства по вопросам корпоративных финансов.

В 2009 году произошло слияние холдинга «Самрук» с Фондом национального благосостояния «Казына». Фонд «Самрук-Казына» занимается управлением портфельными компаниями — для увеличения их долгосрочной стоимости и устойчивого развития, а также через осуществление каталитических инвестиций в развитие приоритетных секторов национальной экономики.
В 2013 году АО «Самрук-Казына» провело сравнительный анализ работы (бенчмаркинг) Фонда и его дочерних компаний с зарубежными аналогами. По результатам данного анализа было выявлено, что международные компании-аналоги получают больше прибыли на тот же уровень вложенного капитала. Фонд выступил с инициативой реализовать программу трансформации аналогично той, что была проведена фондами национального благосостояния Малайзии Кhazanah Nasional Berhad и Сингапура Temasek. Данная инициатива была поддержана Главой государства. В апреле 2014 года он поручил руководству Фонда разработать до конца сентября 2014 года программу трансформации бизнеса. В сентябре 2014 года Совет директоров «Самрук-Казына» одобрил программу, предполагающую переход холдинга с модели работы в качестве администратора переданных государством активов к роли активного инвестора.
В АО «Самрук-Казына», «Казахстанские железные дороги», «Казпочта», «Казмунайгаз», «Казатомпром», АО «KEGOC», «Самрук-Энерго» в 2014—2015 годах были начаты работы по трансформации.
В 2020 году по версии ООН АО «Самрук-Казына» вошёл в топ-20 фондов по внедрению инициатив в области устойчивого развития.

## Портфельные компании АО «Самрук-Казына»
Список организаций, в которых АО «Самрук-Казына» обладает десятью и более процентами акций (долей, паев), по состоянию на 16 февраля 2024 года (в скобках указана доля владения):
1. АО «Национальная Компания «КазМунайГаз» (67,42 %);
2. АО «Национальная Атомная Компания «КазАтомПром» (75 %);
3. АО «Национальная Компания «Казақстан Темір Жолы» (100 %);
4. АО «Самрук-Энерго» (100 %);
5. АО «Казахстанская компания по управлению электрическими сетями «KEGOC» (85 %);
6. АО «Казпочта» (100 %);
7. АО «Казахтелеком» (79,24 %);
8. АО «Эйр Астана» (41 %);
9. АО «Национальная Горнорудная Компания «Тау-Кен Самрук» (100 %);
10. ТОО «Samruk-Kazyna Ondeu» (100 %);
11. ТОО «Самрук-Казына Инвест» (100 %);
12. ТОО «Самрук-Казына Контракт» (100 %);
13. ТОО «Самрук-Казына Бизнес Сервис» (100 %);
14. АО «Qazaq Air» (100 %);
15. ТОО «Казахстанские атомные электрические станции» (100 %);
16. АО «Станция Экибастузкая ГРЭС-2» (50 %);
17. АО «Национальная компания «Актауский морской торговый порт» (100 %);
18. АО «АстанаГаз КМГ» (50 %);
19. АО «Samruk-Kazyna Construction» (100 %);
20. АО «Национальная компания «QazaqGaz» (100 %);
21. ТОО «АЭС Шульбинская ГЭС» (100 %);
22. ТОО «АЭС УстьКаменогорская ГЭС» (100 %);
23. ТОО «ПГУ Туркестан» (100%).

## Рейтинги
- Долгосрочный и краткосрочный кредитные рейтинги по обязательствам в иностранной валюте «BBB-/A-3» прогноз «Стабильный»
- Долгосрочный и краткосрочный кредитные рейтинги по обязательствам в национальной валюте «BBB-/A-3» прогноз «Стабильный»
- Долгосрочный рейтинг по национальной шкале «kzAAA»
- Приоритетные необеспеченные рейтинги внутренних облигаций «ВВB-»

## Председатели правления
- 2008—2011 — Келимбетов Кайрат Нематович
- 2011—2017 — Шукеев Умирзак Естаевич
- 2017—2021 — Есимов Ахметжан Смагулович
- 2021—2023  — Саткалиев Алмасадам Майданович
- 2023—наст. время —Жакупов Нурлан Каршагович